# Mellersttjärnen (Kalls socken, Jämtland, 706849-138174)
Mellersttjärnen är en sjö i Åre kommun i Jämtland och ingår i Indalsälvens huvudavrinningsområde. Sjön har en area på 0,0543 kvadratkilometer och ligger 433,5 meter över havet.

## Delavrinningsområde
Mellersttjärnen ingår i det delavrinningsområde (706905-138180) som SMHI kallar för Mynnar i Långans vattendragsyta. Medelhöjden är 490 meter över havet och ytan är 7,72 kvadratkilometer. Det finns inga avrinningsområden uppströms utan avrinningsområdet är högsta punkten. Vattendraget som avvattnar avrinningsområdet har biflödesordning 3, vilket innebär att vattnet flödar genom totalt 3 vattendrag innan det når havet efter 287 kilometer. Avrinningsområdet består mestadels av skog (89 procent). Avrinningsområdet har 0,19 kvadratkilometer vattenytor vilket ger det en sjöprocent på 2,4 procent.